# David Bentley
David Michael Bentley, född 27 augusti 1984 i Peterborough, är en engelsk före detta fotbollsspelare. Bentley är en gammal Arsenaltalang men fick sitt genombrott i Blackburn under sin tid där. 

## Karriär
Den 12 januari 2011 gick Bentley på lån till Birmingham City resten av säsongen. Han gjorde sin debut för klubben den 16 januari i derbyt mot Aston Villa och blev dessutom utsedd till matchens lirare. Under januarifönstret 2013 blev det klart att Bentley går till Blackburn efter att han spelat i Rostov. Han gjorde sin debut för Blackburn i en FA-cup match borta mot Arsenal FC. Han bytes in i andra halvlek, Blackburn vann matchen 0-1 och gick vidare till kvartsfinal.
I juni 2014 meddelade Bentley att han avslutade sin fotbollskarriär efter att varit klubblös i över ett år.